# オスマン帝国の社会構造
オスマン社会とはオスマン帝国範囲内に居住していた全ての人々を指す言葉である。オスマン社会はムスリムと非ムスリム双方から構成されていた。非ムスリム達はジズエと呼ばれる税を納めることを除けば、社会からの差別の対象とはされていなかった。ムスリム社会の生活はシャリーアによって形作られており、異なる国の宗教や習慣といった、オスマン帝国外の生活様式を守ることも可能であった。社会の管理階級と被管理階級として、通時的な方法で2つの階級に分けることが出来る。 階級間の移動は禁止されていたわけではなかったが、制限は存在した。らしい。

## 社会的問題
オスマン帝国の文人キャーティプ・チェレビーは「人のいない建物はなく、軍隊のない共同体はなく、金のない軍隊はなく、人がいなければ金もない」と、国民と国家の関係を簡潔に表した言葉を残し、人民は税と軍の源であるとした。キャーティプ・チェレビーと歴史家のムスタファ・ナイマは人間の成長段階は社会的な成長段階でもあると主張し、人間の誕生、成長、老化の段階を社会についても表現しようと試みていた。 オスマン帝国官僚のコチ・ベイと政治家ルトフィ・パシャは社会の崩壊と軍構造の乱れについて分析を行った。ムスタファ・アリは社会の衰退を汚職、政治家の無責任性、不正義、ハレムの女性達による政治への関与といった要素に起因すると考えた。 フライシャーによると、オスマン帝国社会が揺らいだことの象徴として、スレイマン1世が息子ムスタファを処刑したこと、セリム2世がその絶対的な権威をソコルル・メフメト・パシャへ委譲したこと、賄賂の容認などが挙げられるとした。

## 統治者階級と被統治者階級の区分
オスマン帝国においては、不透明な形で社会階層の分類が為されていた。 明確な階級区分が存在しないことに加え、階級区分は時代と共に変動し、また憲法成立後は消滅した階級もある。
| - 古典時代(15- 16世紀) 1. 統治者（軍人、アスケリーイェ）階級 1.1. 幹部軍人 1.1.1.俸給軍人 1.1.2. 領地受領者及び封建騎士 1.2. イスラム法学者 2. 被統治者（納税民、レアーヤー）階級 2.1. 都会民 2.1.1. 組合商人 2.1.2. 商人及び両替商 2.2. 村民 2.3. 遊牧民 | - 封建制度の緩和後 1.統治者（軍人）階級 1.1.中央の統治に携わる幹部軍人 1.1.1.俸給軍人 1.1.2.領地受領者及び封建騎士 1.1.3.地方統治者（地方領主、アーヤン） 1.2.イスラム法学者 2.被統治者階級 2.1. 都会民 2.1.1. 組合商人 2.1.2. 商人及び両替商 2.2. 村民 2.3. 遊牧民 | - タンジマート及び改革勅令以後 1.統治者階級 1.1.中央官僚 1.1.1.西欧式官僚 1.1.2.トルコ式官僚 1.2.地方統治者（地方領主、アーヤン） 1.3.イスラム法学者 2.少数の中産階級 3.被統治者（納税民）階級 3.1.都会民 3.2.商人 3.3.職人 3.4.労働者 3.5.村民 3.6.遊牧民 |

### 統治者階級(徴税民、アスケリーイェ/ベラーヤー)
- イルミエ（学者階級）：宗教、教育、法律に関する専門知識を持つ人々。シェイヒュルイスラームとカザスケルを筆頭に、カーディー、マドラサ教授、学者、教師、ムアッジンなどがこの階級に属しており、皆マドラサの課程を修了していた。
- カレミエ（事務官階級）：金融と記録に関する事務官。帝国議会議員の書記官、上級官僚、外務大臣などがこの階級に属し、また裁判所書記官はこの階級に属することを義務付けられる。 通常は宮殿学校（トルコ語版）の卒業生である。
- セイフィエ（武官階級）：行政及び軍事の分野で職務を行う人々。サドラザム、ワズィール、海軍最高司令官、イェニチェリ最高司令官はこの階級に属する。ベイレルベイ（州総督）、サンジャクベイ（県総督）、各地の知事はこの階級から選出される。 通常は宮殿内学校 Enderun の卒業生である。

### 被統治者階級 (納税民、市民　テバー/レアーヤー)
- 納税を義務付けられた一般大衆。 農民、村民、貿易商、小売人などがこの階級に属する。

## 居住区分

### 村部
帝国の人口の大部分は村民であった。農民は与えられた土地を用い、封建騎士或いはワクフへと税を納めていた。 村民は土地を3年間連続で放置し農業を行わなかった場合、「農業放棄」の名目で税金を支払った。この課税の目的は、土地の放置を防ぐことにあった。 16世紀の後半、封建制度の撤廃に伴い「徴税請負制度」が広まり、その結果として納税民の状況は悪化した。その後村から都市への人口の移動が始まり、それに伴い都市部の問題の増加、村落の空洞化、農業生産の減少が起こった。

### 都市部
オスマン帝国の都市は交易、工業、様々な社会制度や組織、行政・軍事・宗教的職務といったあらゆる面で中心としての役割を担っていた。都市部の住民は軍人、貿易商、職人といった層から構成されていた。

### 遊牧民
遊牧民は畜産を担っていた。国家による法が整備され、彼らは帝国領土内で遊牧生活を続けることが可能であった。国家は遊牧民から、家畜税、家畜小屋税、越冬税、夏季放牧税といった形で徴税していた。徴税や徴兵に際し遊牧民が問題となる場合は、彼らを定住させることで解決を試みたが失敗に終わった。

## 経済活動
オスマン帝国において、裕福な層に必要とされる基礎的な理解は、帝国政府の潜在的な懸念と共に急成長することはなかった。 しかし帝国政府の可能性は膨大で、豊かであった。 
官僚はオスマン社会において最も裕福で権力を持った階級であった。イナルジュク教授によれば、「1500年代、県総督一人の年収は金貨にして4000から12000枚の範囲であったが、その一方で同時代のブルサの裕福な商人でさえ金貨4000枚を稼ぐことは滅多になかった」とされている。ごく一部の官僚階級の者だけが、スルタンの家族に次ぐ最裕福層となり、それ以降には外国商人やイスラム教徒が続くのである。
例えば歴史学者ルトフィ・バルカンが1528年にルメリの4地域で行った調査によると、土地の35%がスルタンの領地、54%が封建騎士などの領地受領者、7%が県総督の所有地であり、家屋や教会用地はそれぞれ僅か1%程度であった。 中央政府は総収入の37%を手中に収めることが出来たが、残った分は各地域の権力者の手に渡った。このような状況は帝国の軍国主義に由来するものである。

## 歴史的プロセスにおける社会構造

### 建国期間
セルジューク朝時代、かなりの数のオグズ系トルコ人がイラン、アゼルバイジャン、アナトリア、シリアへと範囲を拡大した。
この当時初めに確立された政府のイデオロギーの傾向と統治体系はアラブ的、イラン・イスラム的伝統に依存したものであった。軍も大半が牧畜を営む半遊牧オグズ・トルコ人から構成されていた。文民や金融行政においてはイラン人宰相や書記官、文化人やアラブ人詩人や文筆家が、マドラサにおいてはアラビア語が採用され、アラブ人学者が中心であった。政治や文学の世界ではペルシャ語が、マドラサではアラビア語が採用され、トルコ語は日常生活の言語として位置付けられていた。 マドラサにおいて力を付けるカーディーは、国内の様々な地域においてシャリーアの規定を適用させた。
国境地域においてはムスリムでありながら内アジアの伝統に従うトルクメンの生活習慣が一般的であった。 牧畜生活を営むトルクメンは、冬は平原、夏は高原で半定住、半遊牧の生活を行っていた。 
加えて、ビザンツ地域への侵略による戦利品もまた政府の重要な収入源であった。
都市人によって貿易を管理するアーヒー同胞団（町人による商業組合）も編成されており有事の際には防衛などの任を果たしたほか、政治的混乱期にはアナトリア地方の鎮圧の補助にもあたった。

### 拡大期
14世紀初頭に小さなコミュニティから始まったオスマン帝国は、その政府の寛容さと公正さによりドナウ川からクズルウルマク川まで勢力範囲を拡大した。 そしてこの寛容さと公正さはバルカン半島において獲得した地域の管理を確実化した。
国家の法的基盤はシャリーアによって構成されていたが、慣習的な規則などもまた無視されなかった。
税制に関する最古のオスマン帝国の文書は15世紀の物である。 新たに獲得した地域での税の軽減は、各地域の住人が帝国を好む理由となっていた。
軍人を除いた国民は帝国へ税を納める納税民であった。帝国の政治状況において、軍人と納税民は厳格な規則によって分離されていた。納税民は納税民のままに、軍人は軍人のままに居ることが望まれた。スレイマン1世に仕えた宰相ルトフィ・パシャが記した文献の中では「納税民であり、祖父母が封建騎士ではない者を封建騎士とするべきではない。門扉が開かれれば誰もが納税民の立場から逃げ出し封建騎士になろうとするだろう」と述べられている。社会的出自、生育条件と公務の観点から、軍人階級の人間は兵士と文官の二つに分けられた。
非ムスリムはムスリムとは異なりジズエと呼ばれる税を支払っていたが、ジズエを除いては他の市民と区別されることはなかった。
都市市民、遊牧民、村民ではそれぞれ税制に違いが見られた。
社会における様々な人々を中間層として纏めようという試みも為されていた。
優勢的な要素を持たなければ権力を掌握することは不可能だと考えられていた。商人の中で非常に裕福になった一人から没収という形でその財産を奪ったり、特定の地域で力を持つようになった市民や流民を即座に追放されたりといった例に見られるように、帝国政府は民衆が権力を手にする機会を奪ったのである。
社会学者ジヤ・ギョクアルプは、デヴシルメの子供達を政府官僚とするための宮殿学校とマドラサを比較した際に、前者では非トルコ人のトルコ人化、後者ではトルコ人のアラブ人化が行われたと述べた。宮殿学校内での言語がトルコ語であった一方、科学分野やマドラサでの言語はアラビア語であった。軍事階級においてはムスリムより寧ろデヴシルメによるキリスト教徒が好まれた。通常スルタンに次いで裕福な人物は大宰相であった。 大宰相の子が就くことの出来る地位には、同様にデヴシルメによるキリスト教徒の子弟が就くことも可能とされていた。 
また、組合商人に都市間貿易の許可を与えるなど、商人の地位向上の試みも為された。
村民は遊牧民に好まれた。 村民が居住地が明らかであり税を納めていた一方で遊牧民は居住地が定かではなく、徴税や徴兵の点で問題となった。遊牧民を村民として定着させることは、帝国政府の最大の課題の一つだった。

### 停滞と衰退
地理的発見や西洋諸国で実現した技術的革新に追随することが出来ず、帝国は内政問題に対処することを余儀なくされた。
この時期、更に税負担とインフレーションが原因で民衆による反乱の兆候が見られ始めた。上院議員達はこの時期に政治権力を局所的に供給していた。
世界的な貿易ルートの変化と代替的な生産手段の登場により、オスマン帝国は経済的困難に見舞われることとなった。
西洋的な教育システムが導入されたのは1700年代のことであり、それ以降セリム3世やマフムト2世のようなスルタンが西洋的システムによる社会発展を試みたが、これらは定着しなかった。

### タンジマート以後
タンジマートにおいて飛躍的に工業化を進めたものの、これらの取り組みは未だ十分ではなかった。西洋列強に対し自国を維持しようと試みた帝国は社会生活において様々な規制措置を講じた。非イスラム教徒人口の為の大きな改革も行われた。殆どが西洋主導で行われた取り組みの結果として、公務員の権利、税の平等化、軍事などの事柄に関しての改革が行われた。

## ギャラリー

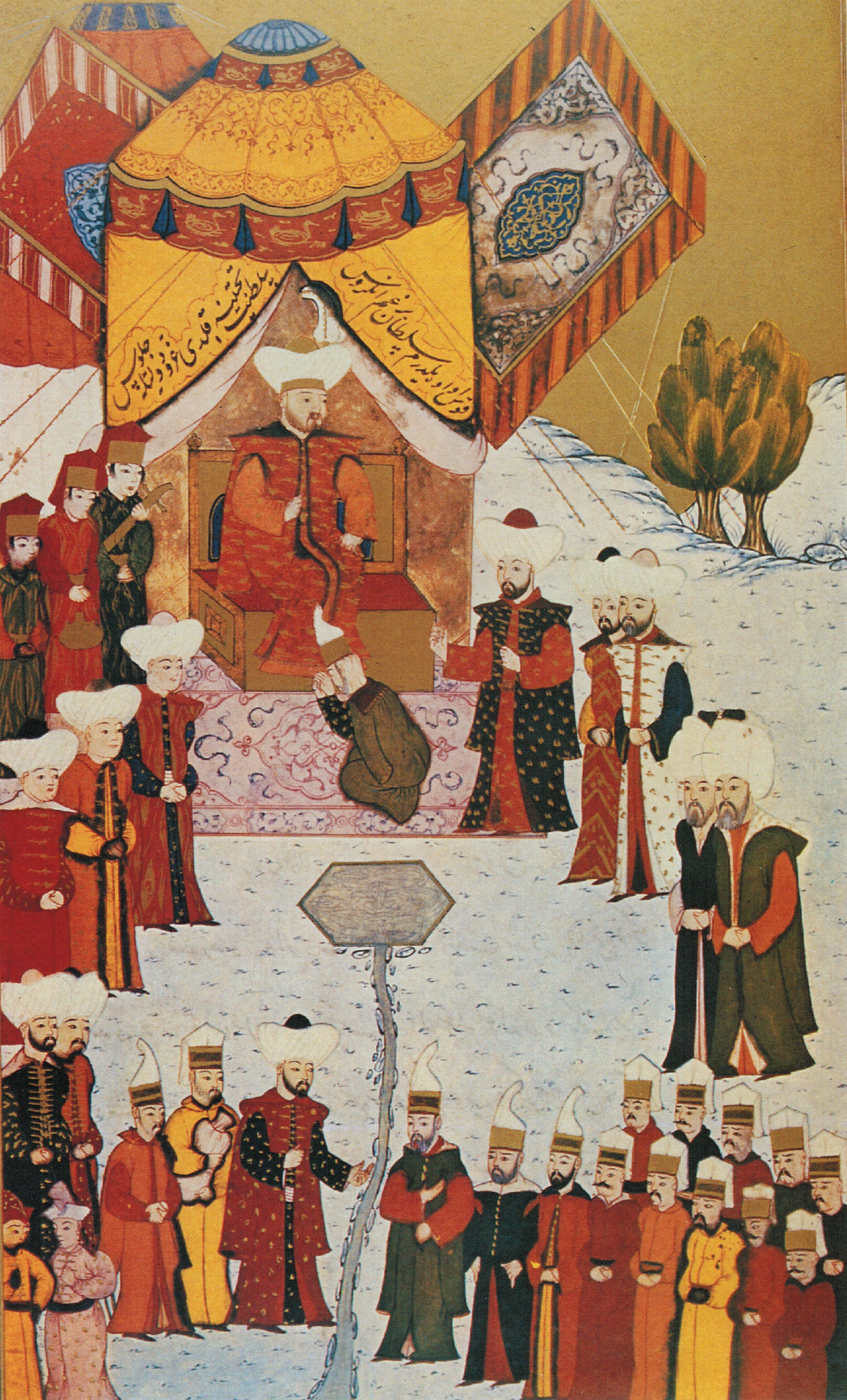
バヤズィトの王位継承、15世紀
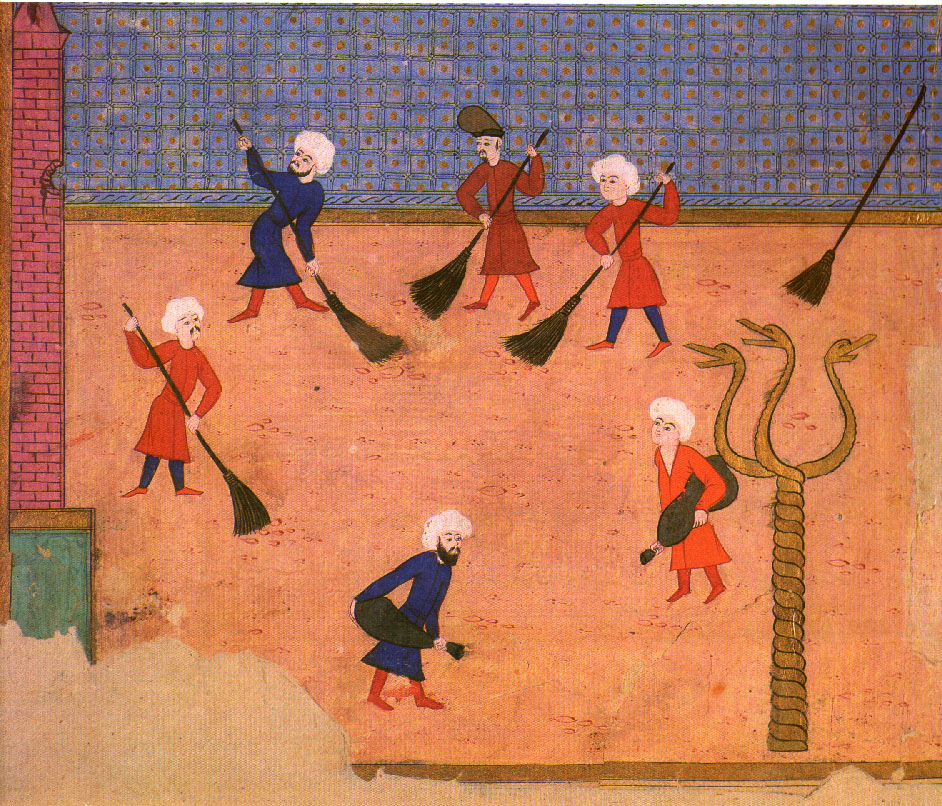
イスタンブールの路上清掃人、1582年
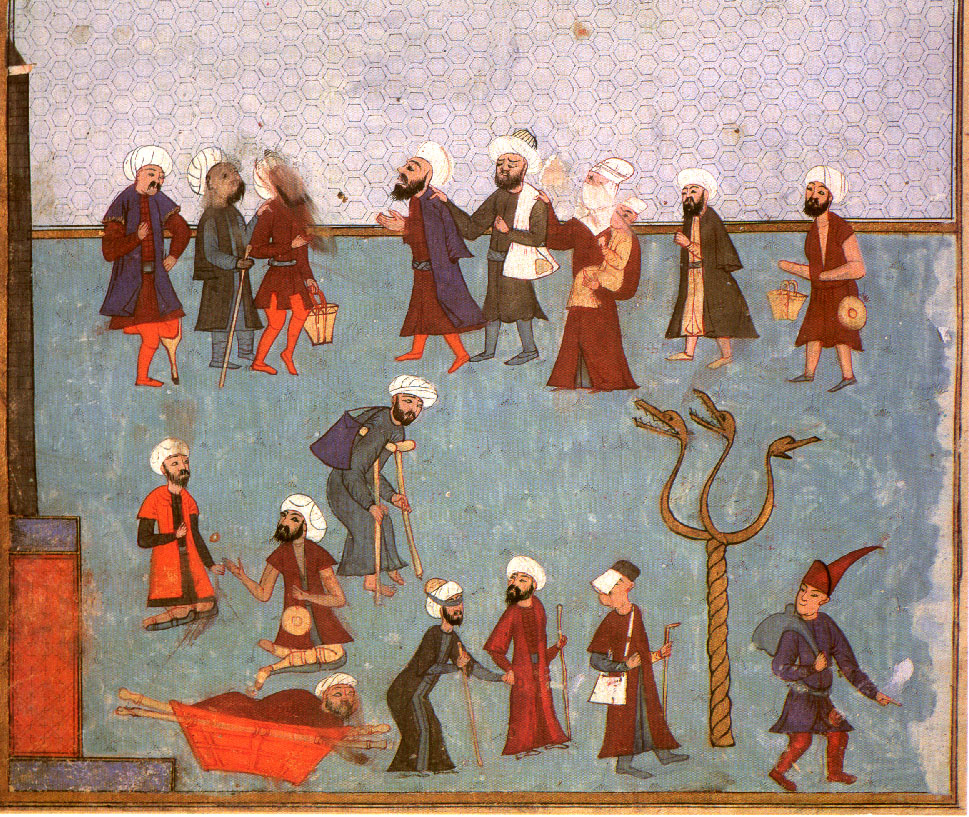
物乞い達 1582年
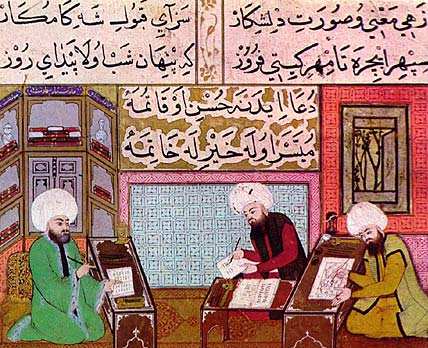
細密画のアトリエ、1609年
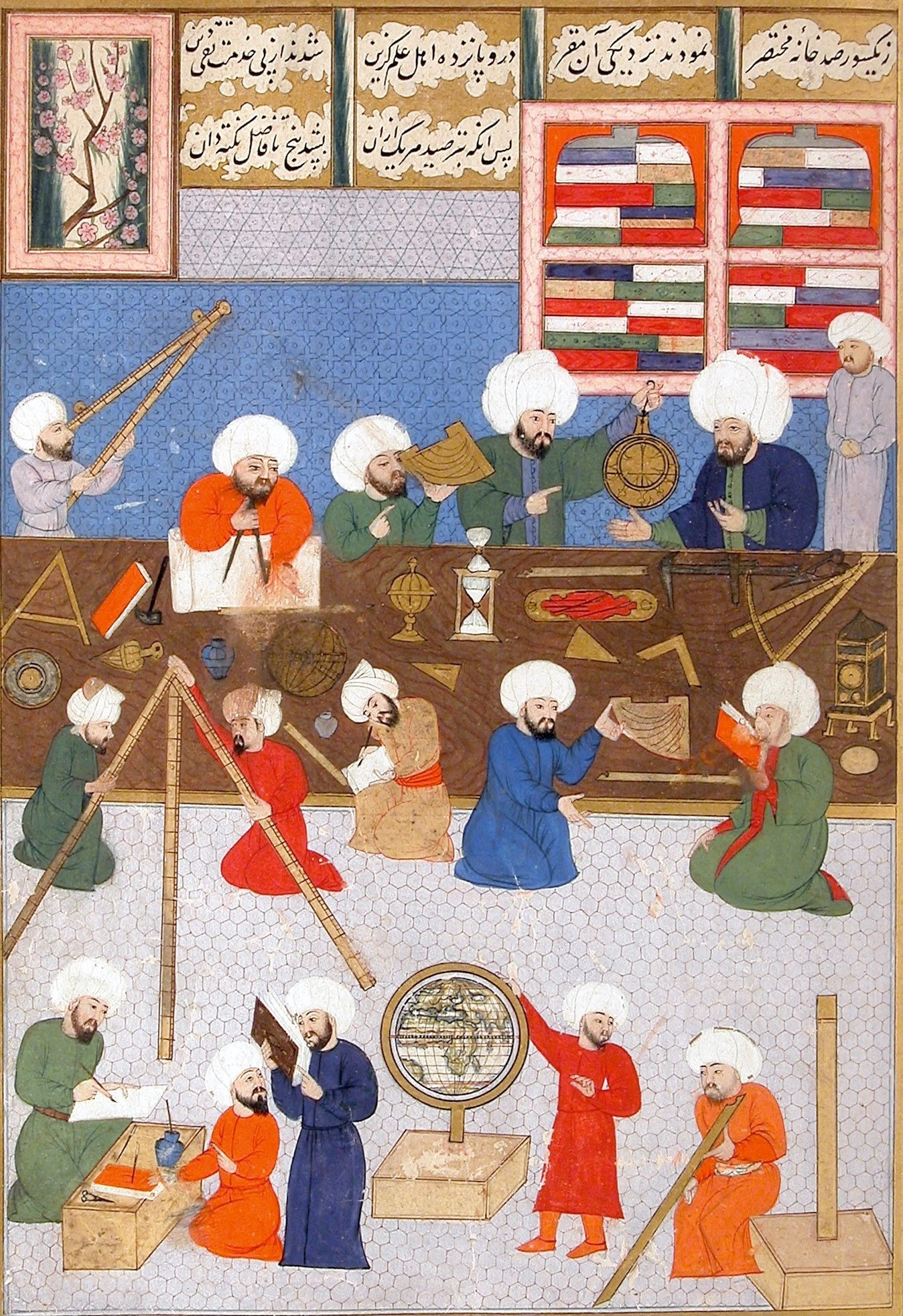
学者タキユッディンの観測所、17世紀末
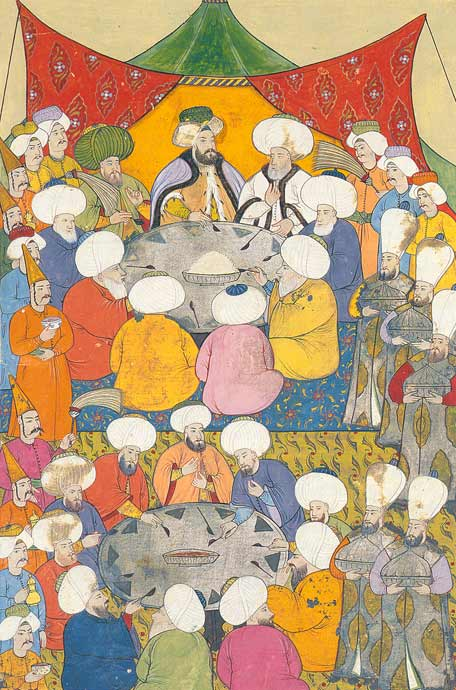
アフメト1世のウラマーとの会食、17世紀
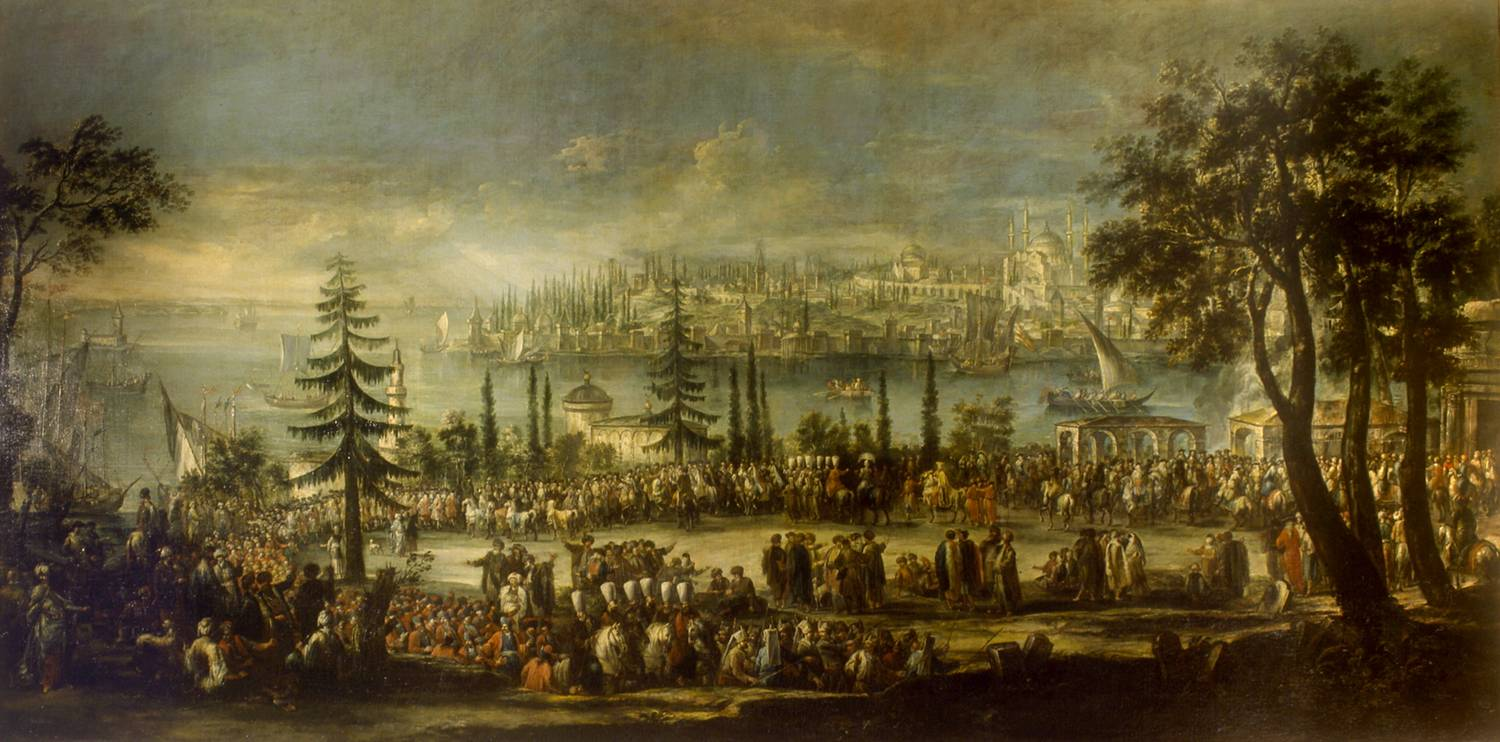
1710年のイスタンブール
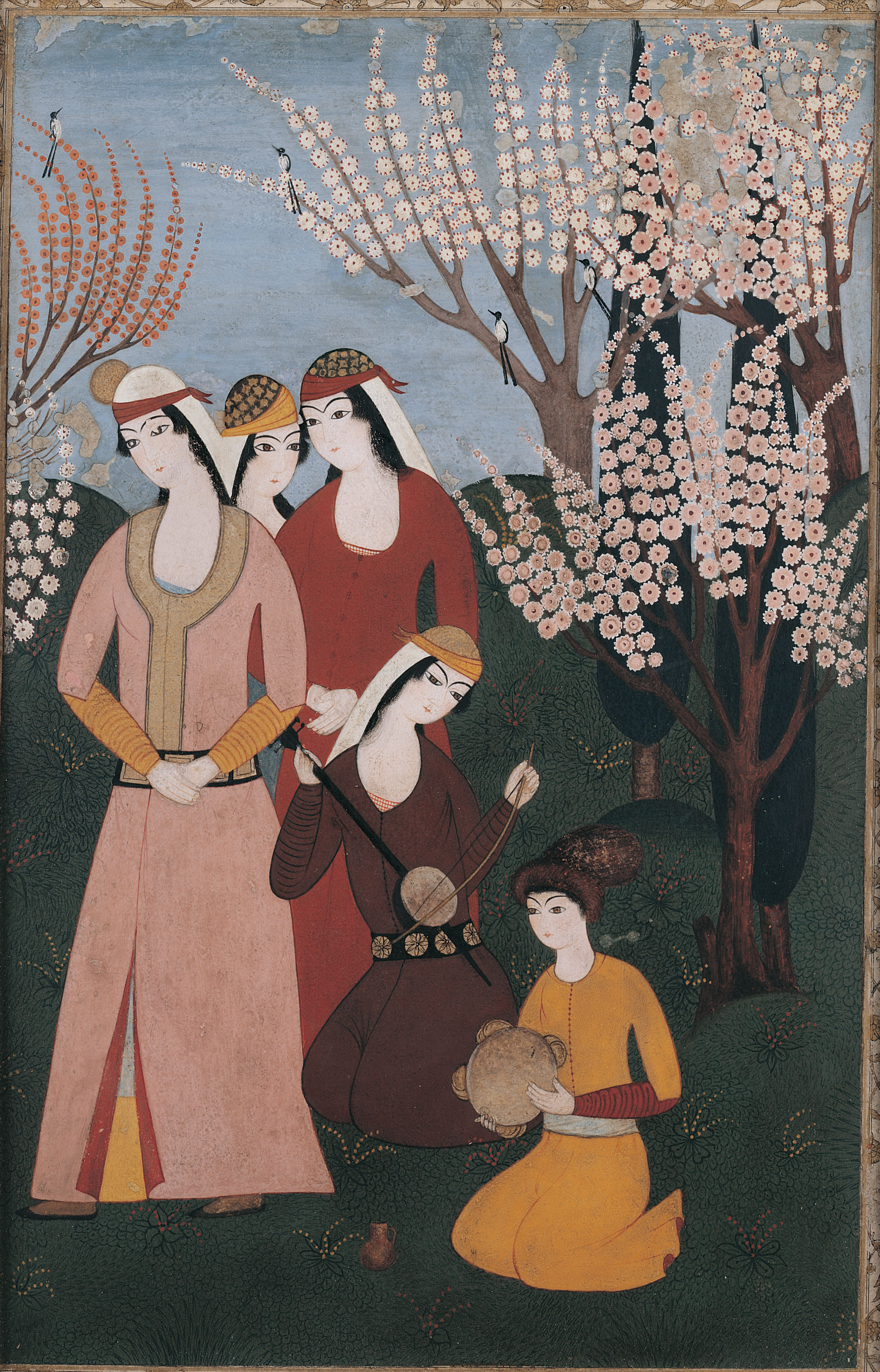
18世紀の女性達の音楽会
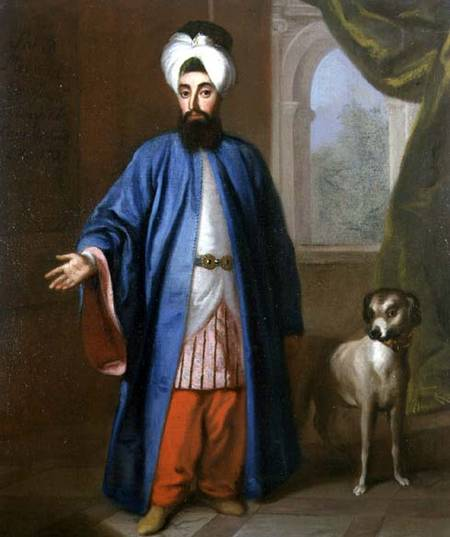
メフメド・サイード・エフェンディ、18世紀
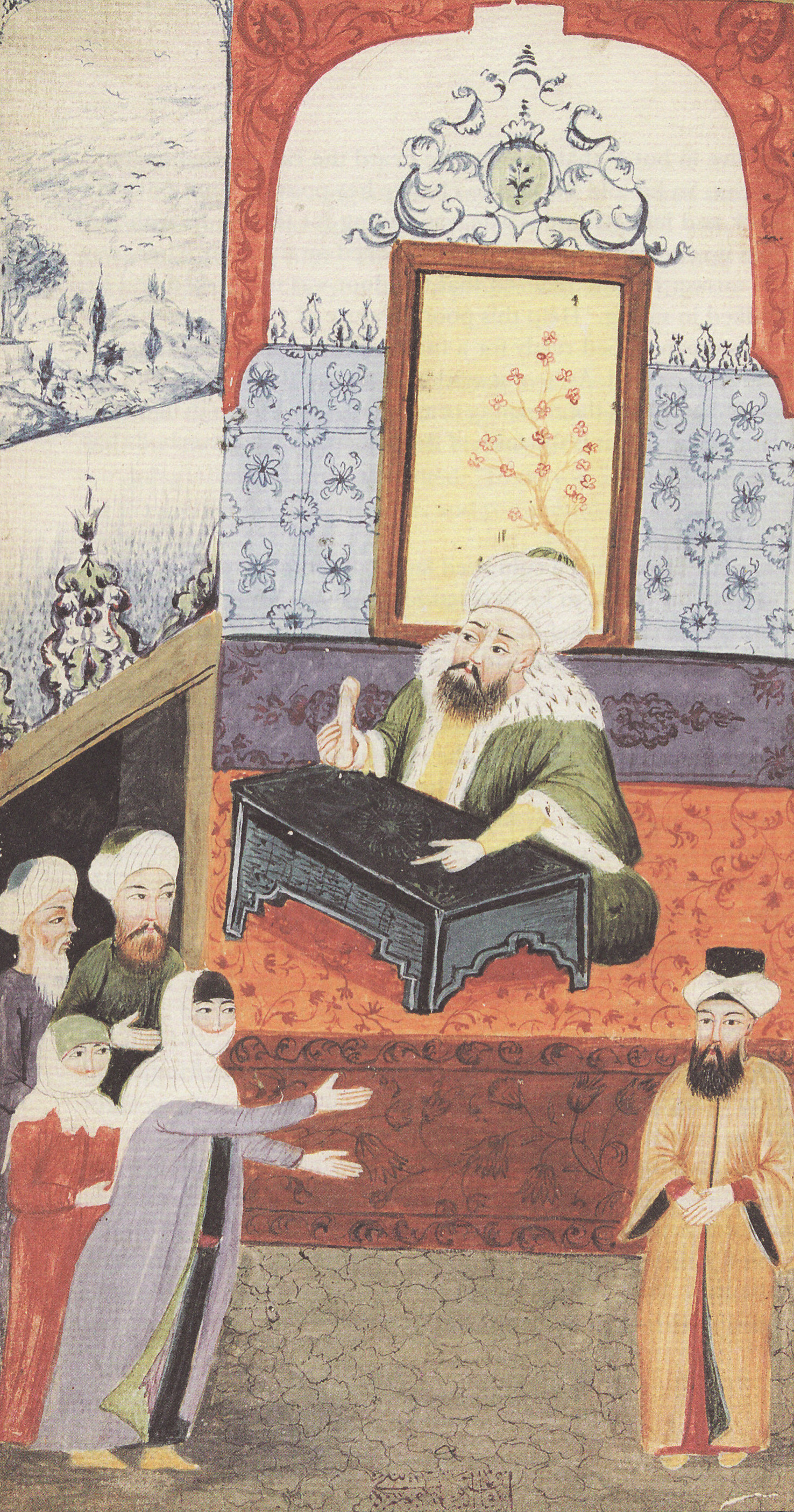
夫についてカーディーに訴える女性の図、18世紀
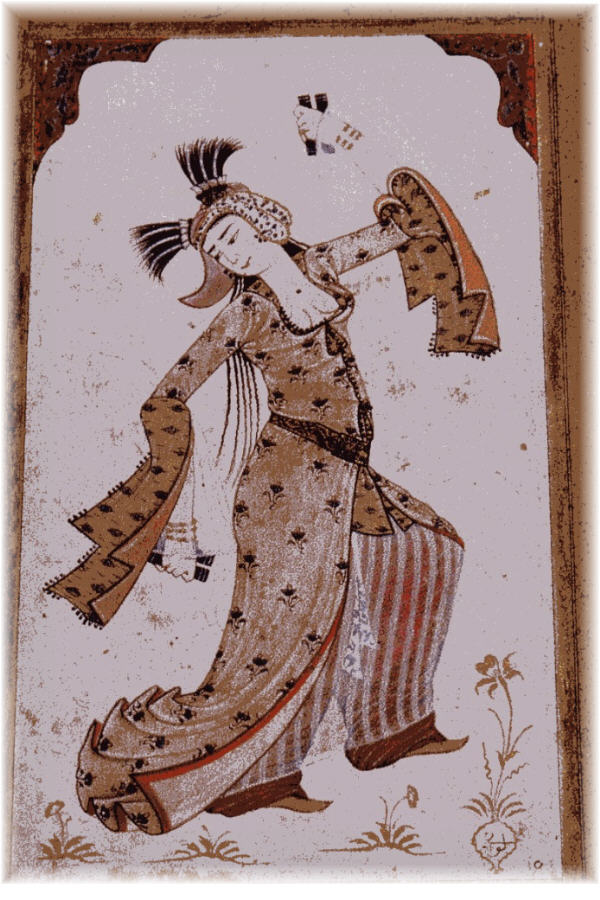
18世紀の踊り子
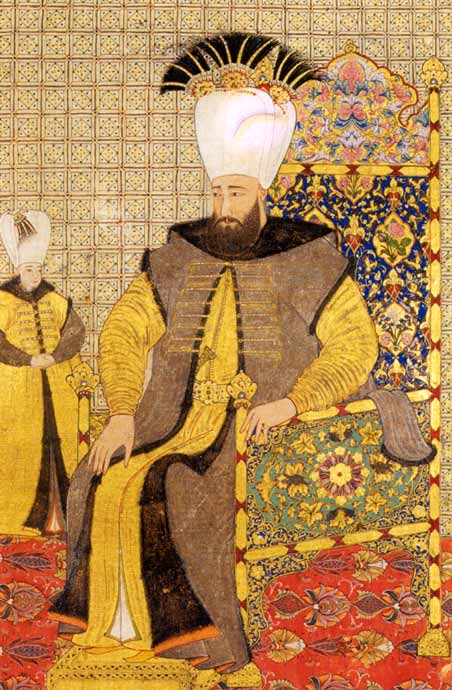
アフメト3世と王子、18世紀後半
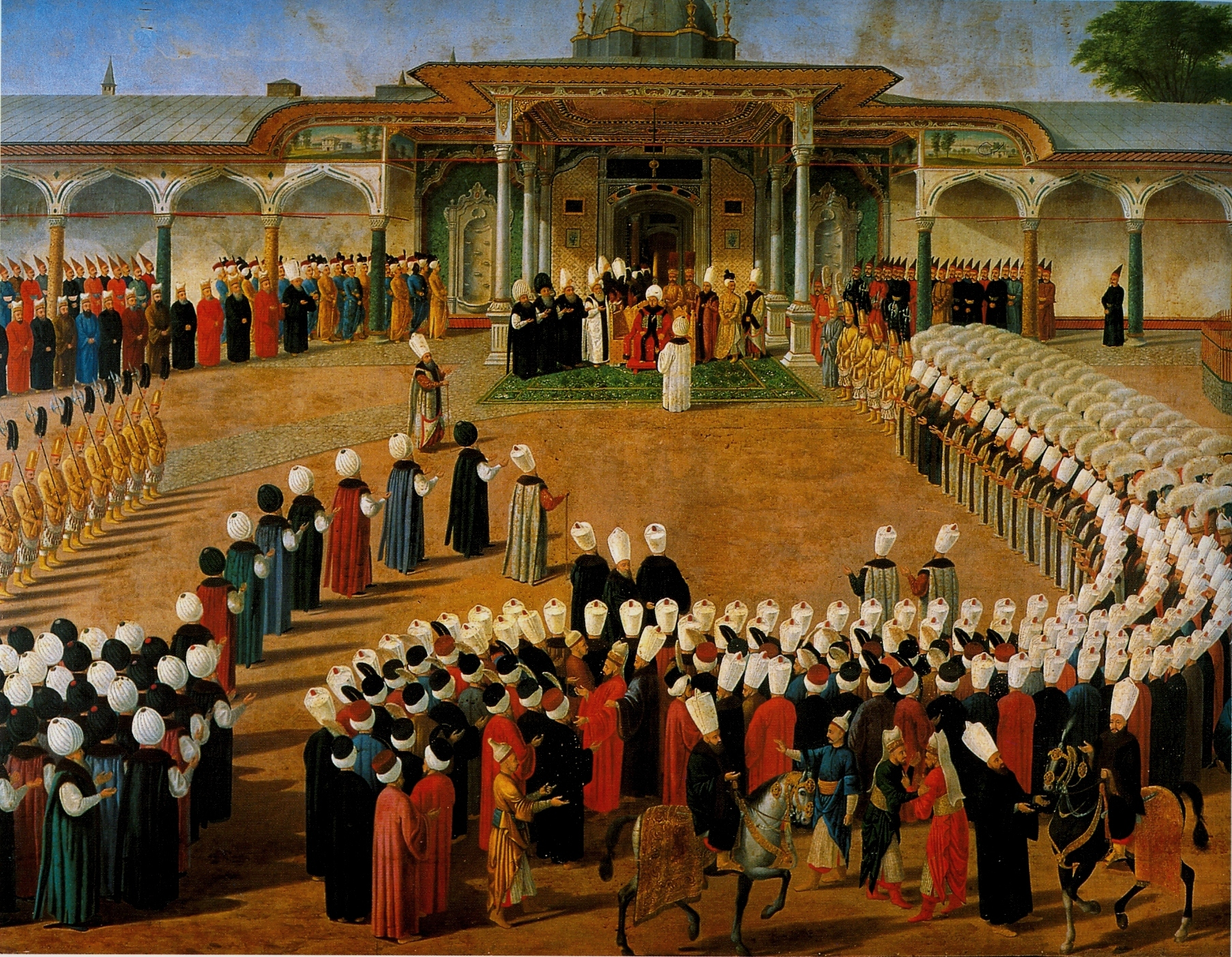
セリム3世
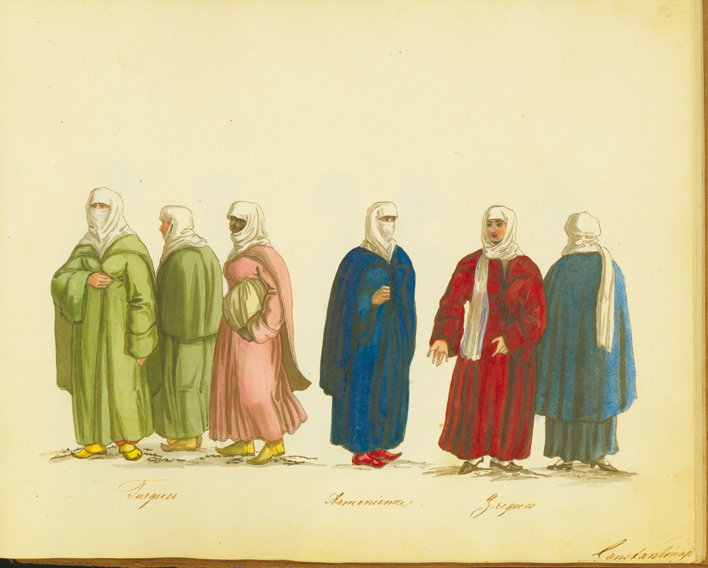
トルコ人、アルメニア人、ギリシャ人女性、1825年
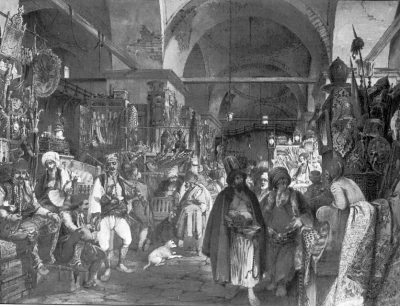
市場の様子、1851年
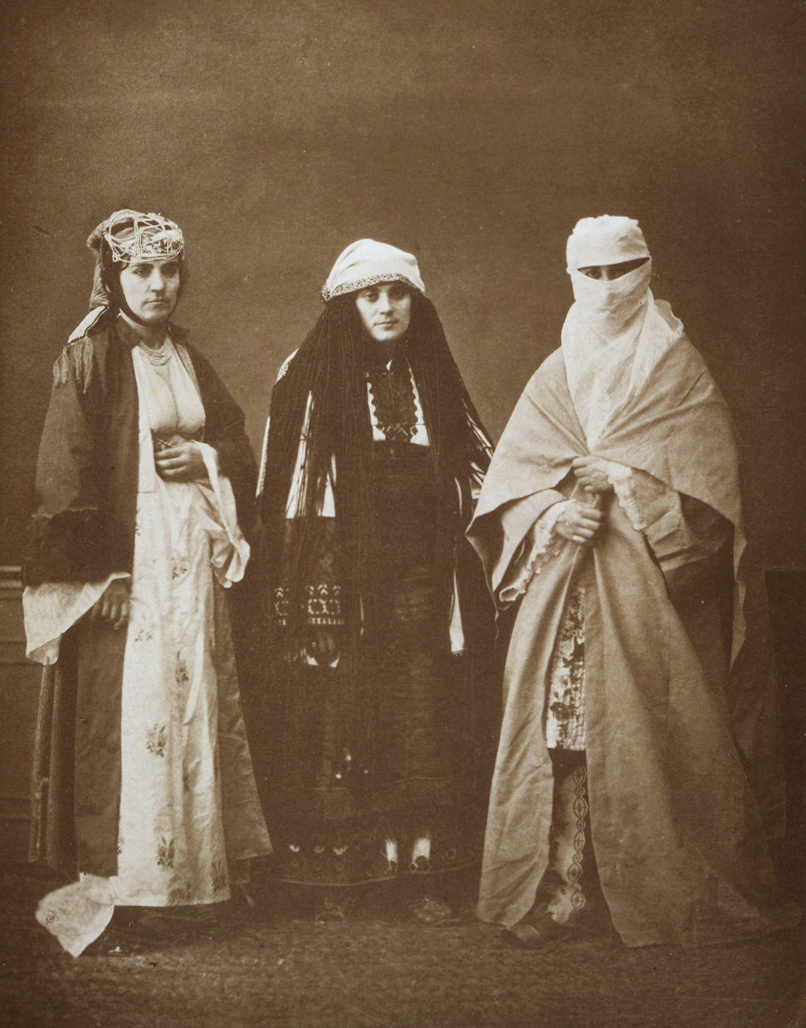
テッサロニキの女性、1873年
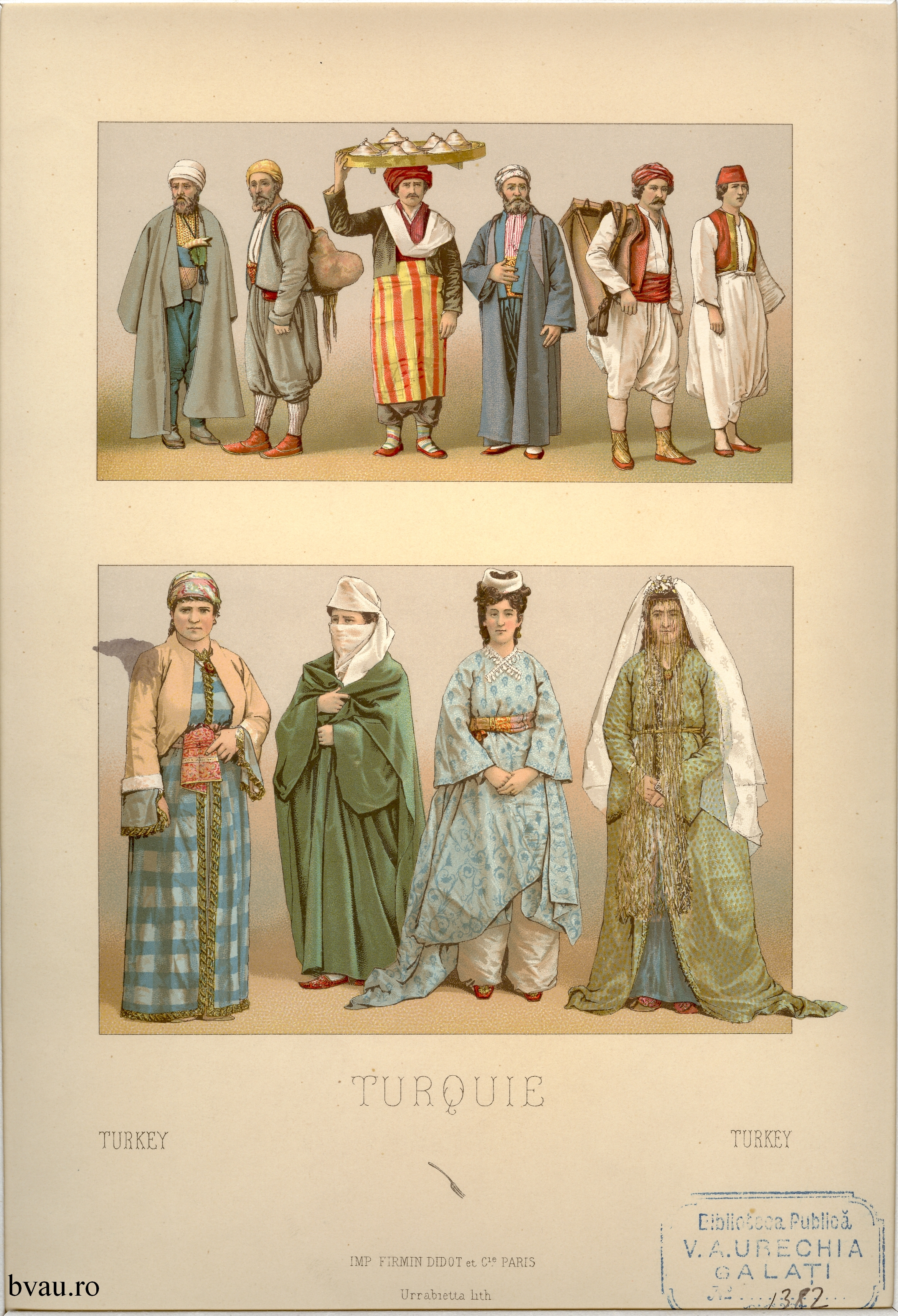
ある画家によるオスマン帝国の服装